# Siège d'Ansi
Guerre Koguryo–Tang
Le siège d'Ansi (coréen : Hangeul : 안시성| 전투 hanja : 安市城| 戰鬪 Romanisation révisée : Ansiseong jeontu McCune-Reischauer : Anshisŏng chŏnt'u) est une bataille entre les troupes du royaume coréen de Koguryo et celle de la dynastie chinoise des Tang qui a lieu entre le 20 juin 645 et le 18 septembre 645, dans la péninsule du Liaodong. Elle fait partie des affrontements qui marquent la première campagne de la guerre Koguryo-Tang.

## Situation avant le début des combats
Le 1er avril 645, l'avant-garde de l'armée Tang, qui est commandée par Li Shiji, fait semblant de marcher jusqu'au camp Huaiyuan avant de brusquement passer la frontière et commence à envahir le Koguryo. Les soldats chinois attaquent plusieurs châteaux, dont, entre autres, ceux de Shin et Geonan, pour neutraliser le système de défense du royaume coréen. Ce plan échoue mais Li Shiji ne baisse pas les bras et décide de rassembler toutes les troupes de l'armée Tang pour attaquer Gaemo le 15 avril. La forteresse tombe le 25 avril. Dans le même temps, les forces navales dirigées par Zhang Liang débarquent dans la péninsule du Liaodong et prennent Bisa le 2 mai. De son côté, l'empereur Tang Taizong arrive a son tour en Corée et prend personnellement le commandement d'une armée, avec laquelle il s'empare des forteresses de Yodong et Baegam. Il décide ensuite d'attaquer Ansi et commence à assiéger la forteresse le 20 juin. Yeon Gaesomun, le généralissime de l'armée du Koguryo, riposte en envoyant environ 150 000 hommes commandés par Go yeon-su et Go hye-jin pour lever le siège d'Ansi.

## Déroulement des combats

### La bataille pour lever le siège d'Ansi
Les 150 000 soldats coréens marchent sur Ansi et c'est le 20 juillet que les deux armées se retrouvent face à face et que les combats s’engagent. Les Tang envoient une troupe de 15 000 fantassins et cavaliers commandée par Li Shiji attaquer directement l'armée du Koguryo, pendant que le général Zhangsun Wuji et ses 11 000 soldats d'élite traversent un canyon situé au nord de la montagne pour atteindre les arrières des troupes coréennes. Quant à l'empereur Tang Taizong, il prend personnellement le commandement de 4 000 fantassins et cavaliers et part au combat. L'armée Tang sort victorieuse des combats, 20 000 soldats du Koguryo ayant été tués et 36 800 autres capturés après leur reddition, dont les généraux Go Yeonsu et Go Hyezin.

### Les assauts contre la forteresse d'Ansi
Les troupes des Tang attaquent la forteresse d'Ansi avec l'aide de plusieurs armes de siège, y compris des catapultes et des béliers. Mais malgré ce déploiement de forces, les Coréens repoussent toutes les attaques et réparent les remparts à chaque fois. Cette résistance rend Taizong furieux et Li Shi, excédé, demande à l'empereur l'autorisation de massacrer tous les hommes et toutes les femmes si la forteresse était prise. Lorsque les habitants d'Anshi sont mis au courant de cette requête, ils se mettent à défendre la forteresse avec encore plus de ténacité, repoussant un à un les assauts de l'armée Tang. Une nuit, des centaines de soldats du Koguryo sortent de la forteresse et tentent d'attaquer l'armée Tang. Quand Taizong est averti de la situation, il rassemble des soldats pour lancer une attaque conjointe d'urgence, qui lui permet de tuer des dizaines de soldats ennemis, les survivants n'ayant pas d'autre choix que de s'enfuir vers la forteresse. Les Tang changent alors de tactique et, sous la direction du prince Li Daozong, les troupes chinoises essayent de construire un rempart dans le coin sud-est de la forteresse, en s'approchant progressivement du mur. Dans le même temps, le mur extérieur d'Ansi est constamment surélevé par les soldats de la garnison. Les défenseurs de la forteresse attaquent régulièrement le chantier et Li Daozong est blessé dans la bataille. Grâce au travail de 500 000 ouvriers et soldats, le rempart est presque achevé et son sommet n'est plus qu'à quelques mètres de la forteresse, surplombant la ville. Fu Fuai, l'un des commandants de l'armée Tang, fait stationner ses troupes en haut du rempart pour le défendre, mais quitte un jour le camp pour des raisons strictement privées et, pendant son absence, le rempart tombe entre les mains des troupes du Koguryo. Fou de rage, Taizong fait immédiatement exécuter Fu Fuai. Après cela, les Tang essayent de regagner le contrôle du rempart pendant 3 jours, en vain. En plus de cela, les conditions climatiques se dégradent, le temps devenant de plus en plus froid et il n'y a plus de nourriture. Alors Tang Taizong a donné l'ordre de lever le siège et de battre en retraite. Cette retraite fut difficile et beaucoup de ses soldats sont morts. Taizong lui-même a soigné les blessures de ses généraux turcs Qibi Heli et Ashina Simo, tous deux blessés pendant cette campagne.

## Conséquences
Les officiels de la dynastie Tang ont estimé qu'environ 2 000 soldats chinois ont été tués pendant les trois mois de combat et que l'armée Tang a perdu beaucoup de chevaux de guerre. Taizong pense alors qu'il ne peut plus gagner cette guerre et en est profondément désolé à la fin. En 645, il fonde le temple Minzhong, qui est à l'heure actuelle le plus ancien temple de Pékin, en mémoire des soldats morts durant cette campagne,,,.
L'empereur Taizong commence à préparer une autre invasion en 648, mais meurt avant d'avoir pu la lancer, peut-être à cause d'une maladie contractée durant sa campagne en Corée.